# Кубински червен ара
Кубинските червени ара (Ara tricolor) са изчезнал вид птици от семейство Папагалови (Psittacidae). Разпространен в Куба и съседния остров Хувентуд, това е последният оцелял вид ара на Антилските острови. Смята се, че е напълно изчезнал в края на 19 век. В музеите са запазени няколко кожи, но няма оцелели яйца.
Кубинският червен ара е достигал около 45 – 50 cm дължина. Челото е червено, преливащо към оранжево и после към жълто до задната част на врата, с бели области без пера около очите и жълти ириси. Лицето, брадичката, гърдите и бедрата са оранжеви, а краката са кафяви. Перата на крилата са кафяви, червени и сини.